# Andreas Brehme
Andreas Brehme (Hamburgo, 9 de noviembre de 1960-Múnich, 20 de febrero de 2024) fue un futbolista y entrenador de fútbol alemán que jugó en las décadas de 1980 y 1990. Fue campeón mundial con la selección alemana en Italia 1990.

## Trayectoria

### Jugador
Se inició en las filas del HSV Barmbek-Uhlenhorst donde jugó dos temporadas, para pasar luego al FC Saarbrücken, donde permaneció una temporada hasta que en 1981, recala en el 1. FC Kaiserslautern, a la edad de 21 años. Brehme tardó poco en convertirse en uno de los baluartes de la zaga del Kaiserslautern, donde permanece por cinco brillantes campañas, hasta que en 1986 el Bayern de Múnich se hizo con sus servicios.
En el conjunto bávaro del Bayern, Brehme consigue en su primera temporada el título de la Liga, y se encuentra con Lothar Matthäus, su compañero de aventuras del fútbol italiano, en el Inter de Milán, donde en 1989 ganó con el cuadro nerazurri la Liga italiana. Junto a sus compatriotas Matthäus; Jürgen Klinsmann, y del italiano Nicola Berti, entre otros, formaron una espectacular sociedad deportiva. Además, conquistó también la Copa UEFA, en 1991.
Tras cuatro temporadas en Italia, fichó por el Real Zaragoza, en 1992, donde no tuvo mayor suerte, y decidió volver a Alemania, para jugar en el 1. FC Kaiserslautern, donde en 1996 logró la Copa de Alemania, y en 1998 ganó la liga alemana. Además, en ese mismo año, Brehme se retiró del fútbol, a la edad de 38 años.
En el año 2000, inició la carrera de entrenador entrenando al 1. FC Kaiserslautern en 2000 y luego pasó a dirigir al SpVgg Unterhaching de la 2. Bundesliga por una temporada. No volvió a dirigir desde que abandonó el cuerpo técnico del VfB Stuttgart en el año 2006.

### Selección nacional
Con la selección de Alemania jugó 86 partidos oficiales anotando 8 goles, debutó en 1984, y jugó tres Mundiales de Fútbol, el de 1986; 1990 y 1994, anotando en los mundiales 4 goles: El 1.º ante Francia en las semifinales de México 1986 de tiro libre, victoria alemana por 2-0, el 2.º a Holanda en octavos de final de Italia 1990 gol de comba de fuera del área, victoria alemana 2-1, el 3.º ante Inglaterra en semifinales de Italia 1990 de tiro libre, victoria por penales 1-1 (4-3) el 4.º a la Argentina en la final de Italia 1990 de tiro penal, victoria y campeonato teutón 1-0.
Sin duda alguna su gol más famoso es el de la final de la Copa Mundial de Fútbol de 1990, disputada el 8 de julio en Roma, anotó de penalty el único gol del partido ante Argentina a cinco minutos del final y le dio a su selección la tercera Copa del Mundo en su historia.
Su último partido con la selección alemana, lo jugó en la derrota contra Bulgaria en el Mundial de EE. UU. de 1994.

## Vida privada
24 años después de ganar el mundial y según publicó Deutsche Welle el 3 de octubre de 2014, el futbolista alemán estaba «al borde de la ruina financiera de acuerdo a las informaciones de la prensa alemana y las declaraciones de personas cercanas a él, entre ellas Franz Beckenbauer, quien había solicitado ayuda económica para su exjugador en la selección de Italia 90 que él hizo campeona del mundo como entrenador».
En diciembre, Brehme tendrá que responder ante un juzgado de Múnich por antiguas deudas por una suma cercana a los 200 000 euros por un préstamo. Ante esta situación, el exjugador puso en venta su casa, que ya está hipotecada por 400 000 euros.
«Tenemos la responsabilidad de ayudar a Andreas Brehme, él hizo mucho por el fútbol alemán, le dio un título, y ahora es el turno del fútbol alemán de hacer algo por él. Quizás podemos crear un fondo para proteger a los jugadores que pasan apuros», expresó Beckenbauer.
Tras el retiro, Brehme quiso seguir como entrenador y dirigió al 1. FC Kaiserslautern y al SpVgg Unterhaching antes de convertirse en el asistente de Giovanni Trapattoni en el VfB Stuttgart. Ese fue su último trabajo con un sueldo estable que tuvo Brehme (2006). Después, sólo se le vio en publicidad o eventos públicos.
El también exfutbolista alemán Oliver Straube ofreció una salida para los problemas del exdefensa: «nosotros estamos dispuestos a emplear a Andreas Brehme como ayudante en nuestra firma de limpieza de canalizaciones. Allí se enterará de lo que es trabajar de verdad, limpiando los sanitarios e inodoros. Eso le servirá para enterarse de cómo es la vida y mejorar su imagen. Eso sí es ayudar a Brehme».

## Fallecimiento
El 19 de febrero de 2024 sufrió un ataque cardíaco, por el cual fue llevado a urgencias a una clínica cercana a su hogar. Sin embargo, la ayuda llegó tarde y fallecería en la noche del mismo día.

## Clubes

### Como jugador
| Club                   | País                | Año       | Partidos | Goles |
| ---------------------- | ------------------- | --------- | -------- | ----- |
| HSV Barmbek-Uhlenhorst | Alemania Occidental | 1978-1980 | 66       | 10    |
| F. C. Saarbrücken      | Alemania Occidental | 1980-1981 | 36       | 3     |
| F. C. Kaiserslautern   | Alemania Occidental | 1981-1986 | 154      | 34    |
| Bayern de Múnich       | Alemania Occidental | 1986-1988 | 59       | 7     |
| Inter de Milán         | Italia              | 1988-1992 | 154      | 12    |
| Real Zaragoza          | España              | 1992-1993 | 31       | 4     |
| F. C. Kaiserslautern   | Alemania            | 1993-1998 | 121      | 9     |

### Como Entrenador
| Club                 | País     | Año       |
| -------------------- | -------- | --------- |
| 1. FC Kaiserslautern | Alemania | 2000-2002 |
| SpVgg Unterhaching   | Alemania | 2004-2005 |

## Palmarés como jugador
- Con Bayern Múnich: 1 Bundesliga (1986/87); 1 Supercopa de Alemania (1987).
- Con Inter de Milán: 1 Serie A (1988/89); 1 Supercopa de Italia (1989); 1 Copa de la UEFA (1990/91).
- Con Kaiserslautern: 1 Bundesliga (1997/98); 1 Copa de Alemania (1996).
- Con la Selección de Alemania: 1 Copa Mundial de Fútbol (1990).